# Ranunculus pedicellatus
Ranunculus pedicellatus är en ranunkelväxtart som beskrevs av Hand.-mazz.. Ranunculus pedicellatus ingår i släktet ranunkler, och familjen ranunkelväxter. Inga underarter finns listade i Catalogue of Life.